# Rejon komsomolski
Rejon komsomolski (ros. Комcомо́льский райо́н, czuw. Комсомольски районӗ) – rejon w należącej do Rosji autonomicznej republice Czuwaszji.
Rejon leży w wschodniej części kraju, jego ośrodkiem administracyjnym jest wieś Komsomolskoje. Według danych na rok 2010 rejon zamieszkiwały 26 951 osoby, a gęstość zaludnienia wyniosła 43 os./km2.

## Geografia
Rejon komsomolski graniczy z rejonem kanaskim od północy, batyriewskim od południa, ibriesińskim od zachodu oraz jalczyckim i Tatarstanem od wschodu.
Powierzchnia rejonu wynosi 630,3 km2.

## Galeria

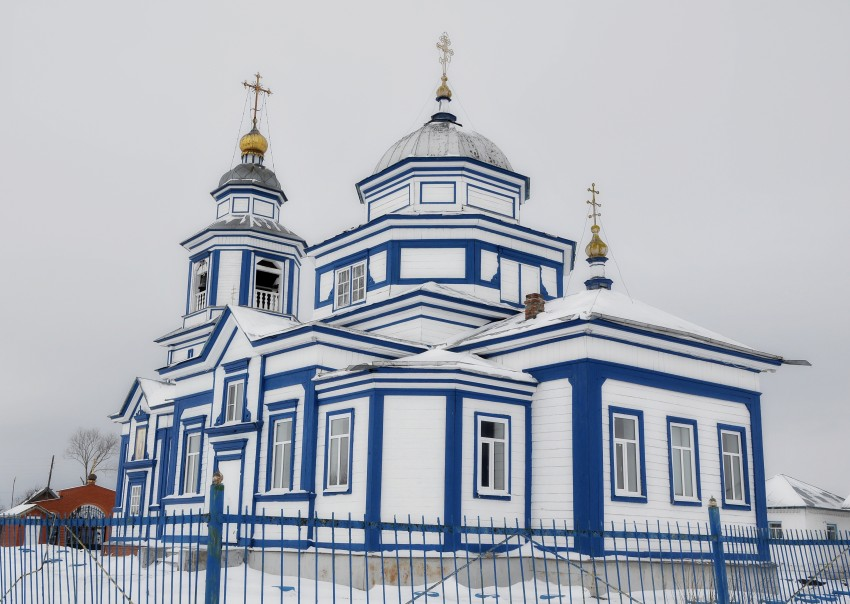
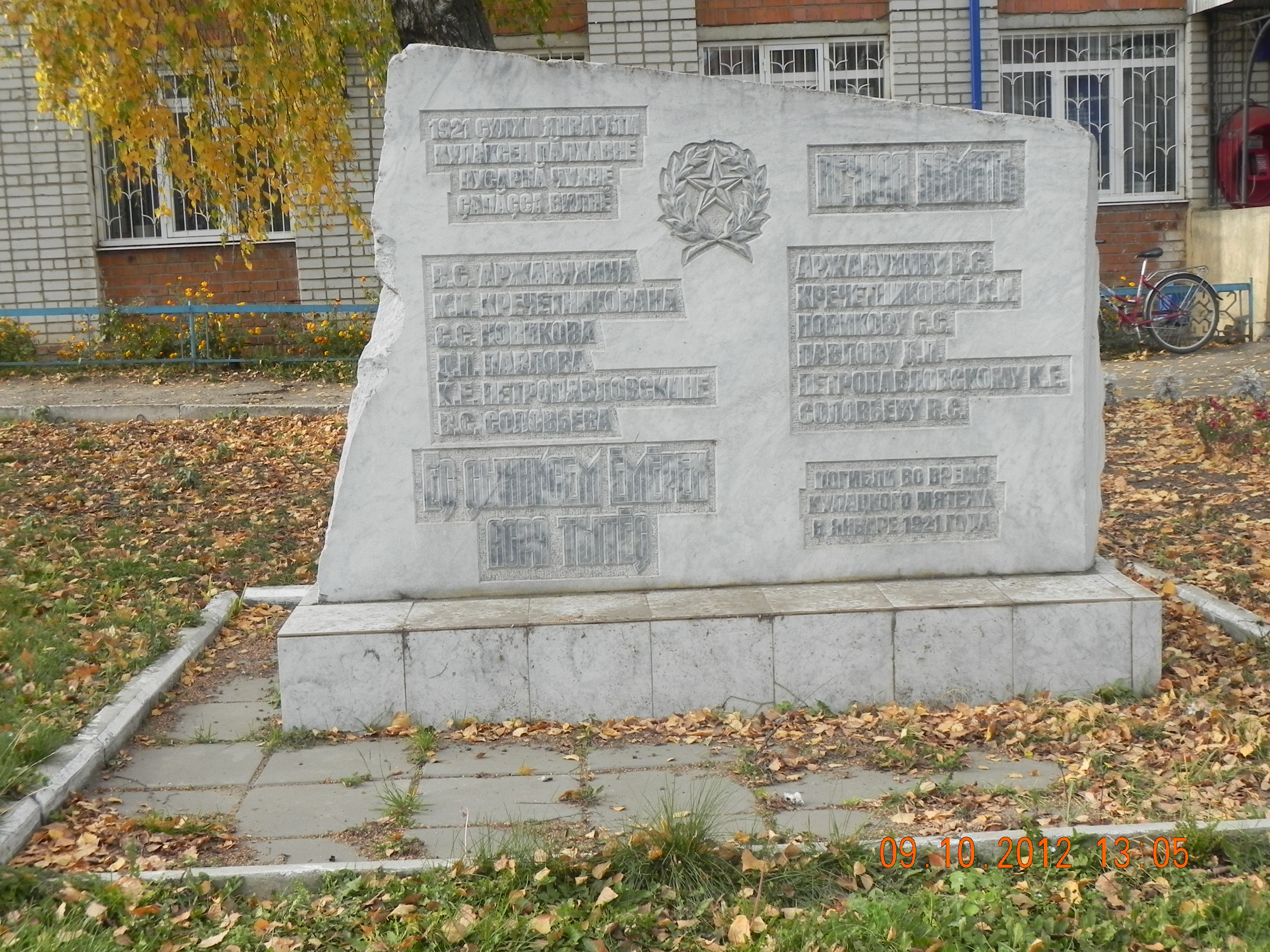
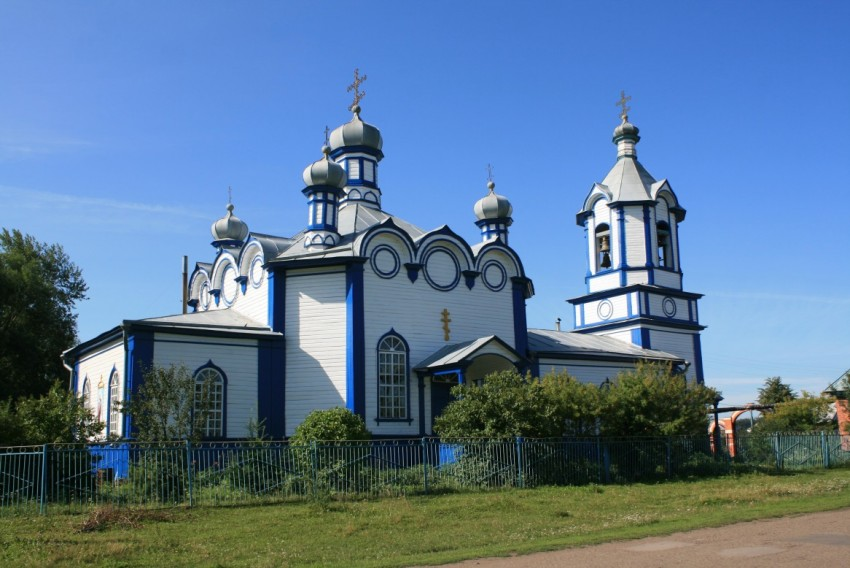
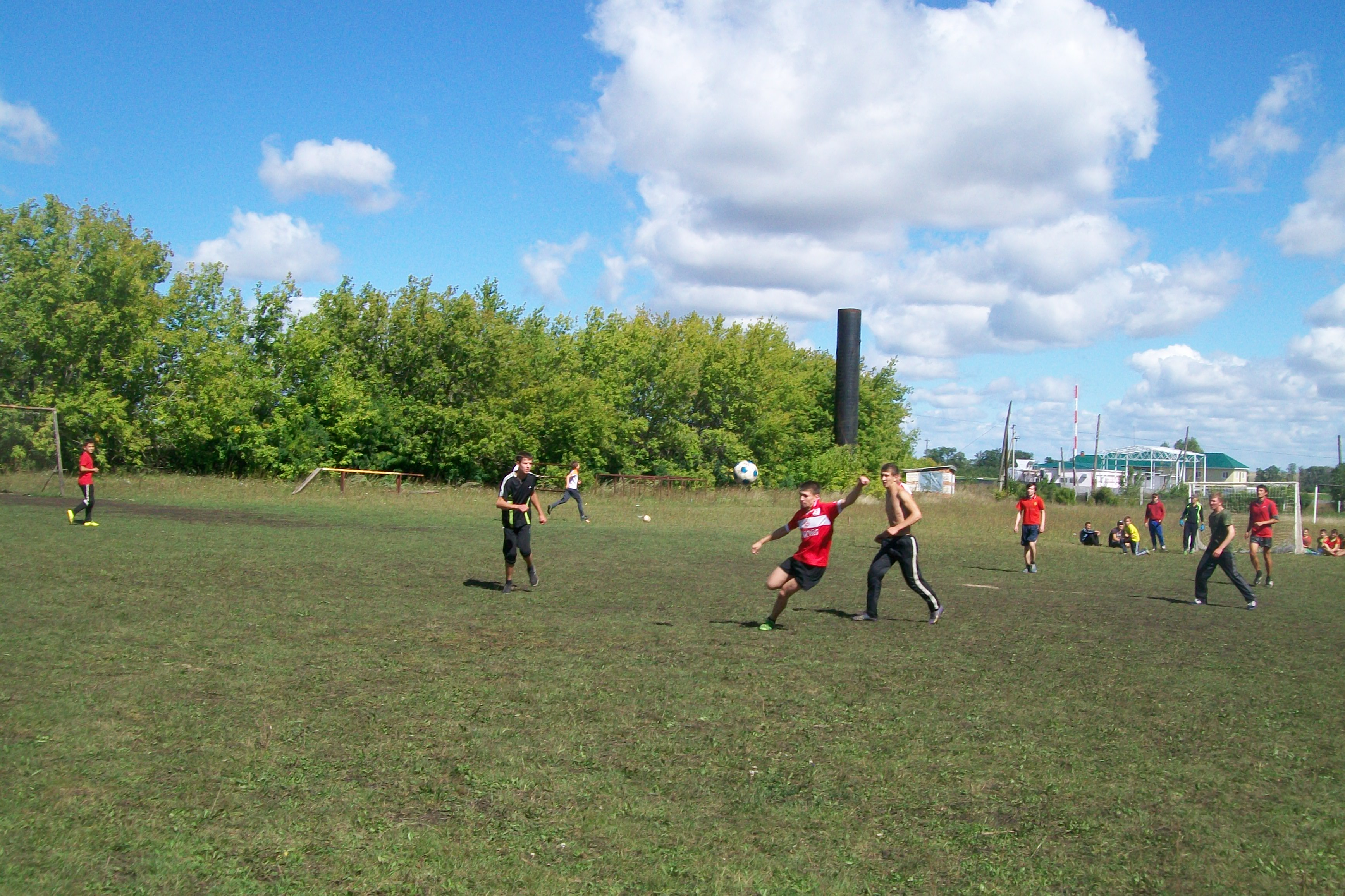